# Бой при Драгоман (10 ноември 1885)
Боят при Драгоман е бой през Сръбско-българската война (1885), който се провежда на 10 ноември (22 ноември нов стил) 1885 г. между авангардните български части, които след успешното Сливнишко отбранително сражение минават в настъпление към Драгоманския проход, и подразделения на Шумадийската, Дринската и Дунавската дивизия, отбраняващи прохода.

## Ход на военните действия
Предният отряд на авангарда развръща 1-ва и 2-ра рота в първа линия с фронт към Драгоманския проход и в. Остра чука. Един ескадрон е изпратен да разузнава към селата Чуковезер-Ярловци. Страничният отряд, съставен от 3-та търновска дружина настъпва в същото направление. Артилерийските оръдия, които се движат с колоната се подготвят да подкрепят настъплението. Зад предния отряд и страничния отряд настъпват главните сили.
Атаката на в. Остра чука и Драгоман започва с намерение да се предизвика противника да се разкрие. 2-ра търновска и 4-та дунавска дружина принуждават 1-ви и 2-ри батальон от 10-и сръбски полк да се оттеглят. В боя се намесват и останалите сили. Те атакуват от югоизток, направлението което е най-слабо защитено. 1-ва и 3-та дружина настъпват смело, без да държат сметка за численото превъзходство на противника. Подкрепени от 1-ва пехотна дунавска дружина и 4-та търновска дружина те принуждават противника да отстъпи.
Боят за Остра чука, с. Чуковезер и Драгоманския проход се наблюдава от главнокомандващия на българската армия княз Александър Батенберг. Това има изключително въздействие върху бойния дух на армията. Развяват се бойните знамена, духовият оркестър свири „Шуми Марица“ и над позицията се понася мощният вик „ура“.
Противниковите полкове в първи ешелон не издържат и се оттеглят. След като авангардните сили установяват, че противникът започва оттегляне, се преминава в незабавно преследване.